# Ninglinspo
Ninglinspo är ett vattendrag i Belgien.   Det ligger i provinsen Liège och regionen Vallonien, i den östra delen av landet, 110 km öster om huvudstaden Bryssel.
I omgivningarna runt Ninglinspo växer i huvudsak blandskog. Runt Ninglinspo är det ganska tätbefolkat, med 83 invånare per kvadratkilometer.